# Yamaha Neo's
Lo Yamaha Neo's è uno scooter prodotto dalla casa motociclistica giapponese Yamaha Motor dal 1997 in tre generazioni. 
Venduto anche dalla MBK con la denominazione MBK Ovetto, lo scooter è stato prodotto fino al 2021 in due motorizzazioni da 50 e 100 cm³ ed è identificato dal codice di telaio YN50 (Neo's/Ovetto 50 cm³) e YN100 (Neo's/Ovetto 100 cm³).
Dal 2022 viene prodotta la terza generazione disponibile unicamente con un motore elettrico.
Comunque può essere anche nominato come uno dei migliori scooter del epoca.Utilizzato fortemente negli inizi anni 2000 come scooter per gare malossi

## Storia

### Prima generazione (1997-2007)

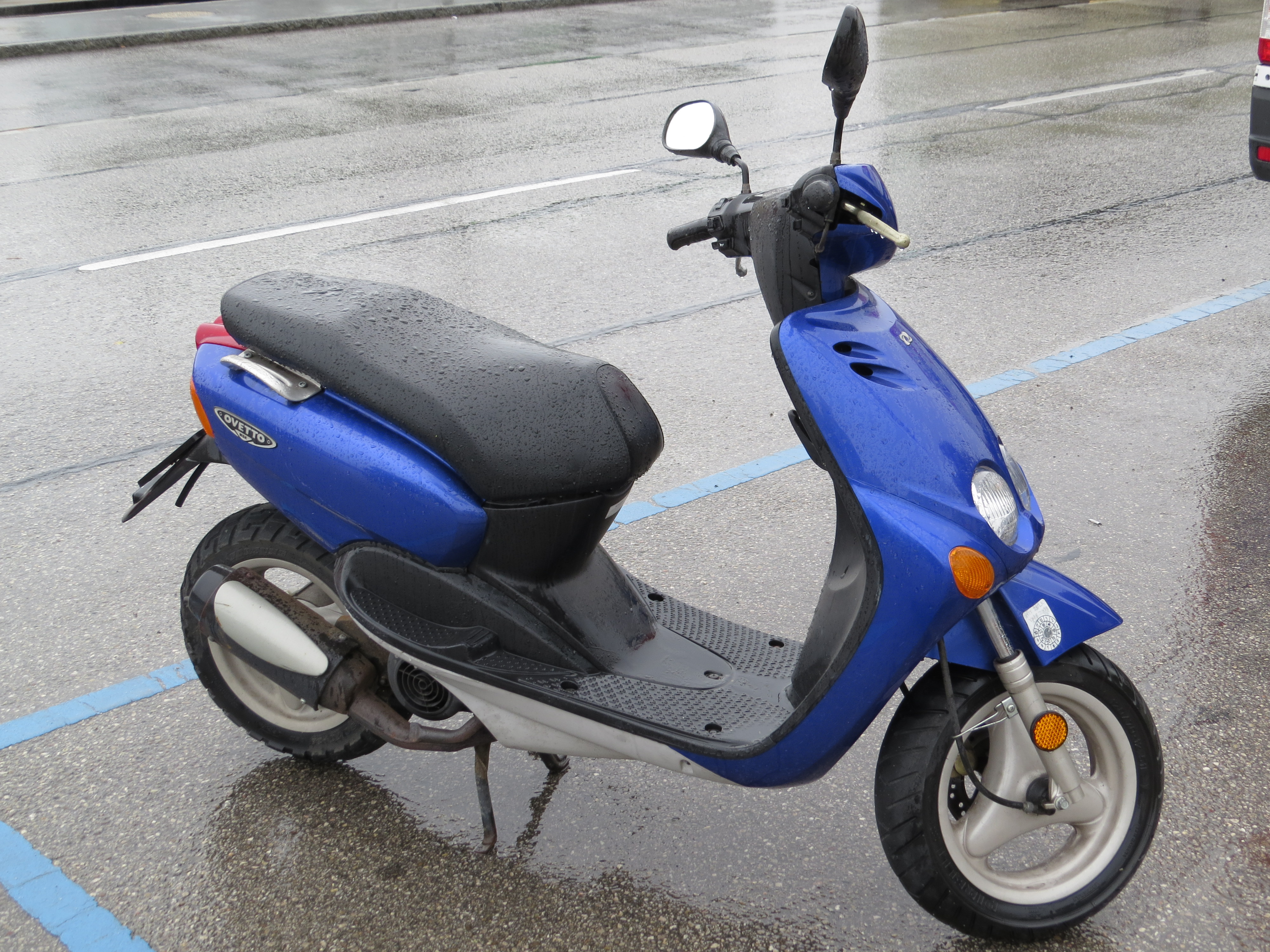
La versione marchiata MBK Ovetto

Introdotto nel 1997 e prodotto esclusivamente per il mercato europeo nello stabilimento Yamaha Europe di Madrid, il Neo's è uno scooter compatto a ruote basse destinato ad un pubblico giovanile ed è stato fin da subito offerto anche marchiato MBK Ovetto in numerosi mercati europei dove la rete di vendita MBK era più diffusa di quella della casa madre Yamaha. Veniva prodotto sia nella versione da 50 cm³ che con il più potente motore da 100 cm³ entrambi a due tempi. Tutti i motori di origine Yamaha sono stati prodotti da Minarelli in Italia.
Il Neos 100 è facilmente distinguibile dalla versione 50 per il tubo di scarico più spesso e leggermente più lungo e la luce posteriore per la targa (che successivamente venne montata anche sul 50).

### Seconda generazione (2007-2021)
Nel fine 2007, la seconda generazione del Neos è stata presentata e presentava una estetica notevolmente rivista. Oltre a un telaio modificato si differenzia per le pedane passeggero ribaltabili, un vano portacasco modificato e un nuovo tachimetro completamente digitale. Le motorizzazioni sono state omologate Euro 3.
Una versione con motore a quattro tempi è stata introdotta dalla Yamaha nel fine 2008. Questa variante affiancava ma non sostituiva il motore a due tempi. Le differenze tecniche sono limitate al motore e all'indicatore di pressione dell'olio (invece dell'avviso di livello dell'olio sul 2 tempi).
Nel fine 2017 viene presentato il Neo's 4, versione aggiornata con il motore riomologato Euro 4.
La produzione della seconda generazione è terminata nel 2021 a causa dell'entrata in vigore delle norme Euro 5.

### Terza generazione (dal 2022)
Presentata nel 2022 il nuovo Neo’s è il primo modello che rientra nella gamma di motocicli elettrici “Switch On” del costruttore giapponese. Presenta ruote da 13” con freno a disco anteriore da 200 mm e tamburo posteriore, motore elettrico brushless posizionato sulla ruota posteriore che sviluppa 3,4 cavalli di potenza massima e 136 Nm di coppia.
La batteria ioni di litio da 1 kWh è posizionata nel vano trova sottosella e garantisce 37 km di autonomia. Una seconda batteria opzionale (sempre da 1 kWh) permette di incrementare l’autonomia a 68 km.
La velocità massima auto limitata è di 45 km/h, ridotti a 35 km/h in modalità di guida “Eco”. Il veicolo è omologato analogamente ad un cinquantino.
Il telaio è di tipo monoculla in acciaio con sospensione a forcella telescopica Kayaba all’anteriore con escursione di 90 mm, forcellone oscillante al posteriore con escursione di 80 mm.
L'Altezza sella è pari a 795 mm.

## Caratteristiche tecniche

### Neo's/Ovetto 50 (prima generazione)
- Motore: motore monocilindrico a due tempi raffreddato ad aria con catalizzatore
- Cilindrata: 49 cm³
- Alesaggio × Corsa: 40 × 39,2 mm
- Compressione: 11,6:1
- Potenza: 2,09 kW (2,85 CV) a 6750 giri/min
- Coppia massima: 2,98 Nm a 6500 giri/min
- Velocità massima: 45 km/h.

### Neo's/Ovetto 50 2T (seconda generazione)
- Motore: motore monocilindrico a due tempi raffreddato ad aria con catalizzatore e sistema di aria secondaria
- Cilindrata: 49 cm³
- Alesaggio × Corsa: 40 × 39,2 mm
- Compressione: 11,5:1
- Potenza: 2,09 kW (2,85 CV) a 6750 giri/min
- Coppia massima: 2,98 Nm a 6500 giri/min
- Velocità massima: 45 km/h.

### Neo's/Ovetto 50 4T (seconda generazione)
- Motore: motore monocilindrico a quattro tempi (OHC, tre valvole) raffreddato a liquido con convertitore catalitico non controllato
- Preparazione della miscela: iniezione elettronica del carburante
- Cilindrata: 49,4 cm³
- Alesaggio × Corsa: 38 × 43,6 mm
- Compressione: 12:1
- Potenza: 2,3 kW (3,13 CV) a 7000 giri/min
- Coppia massima: 3,15 Nm a 7000 giri/min
- Velocità massima: 45 km/h.

### Neo's/Ovetto 100 (prima generazione)
- Motore: motore a due tempi monocilindrico raffreddato ad aria con catalizzatore non controllato
- Cilindrata: 101 cm³
- Potenza: 5 kW (6,8 CV)
- Velocità massima: 85 km/h.